# Louis Tobback

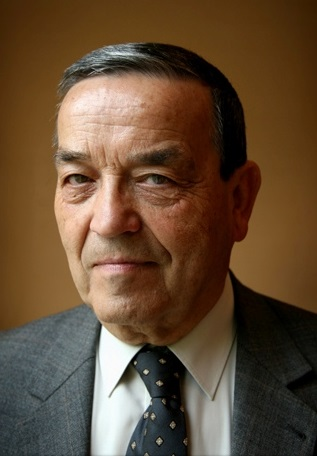
Louis Tobback, 2007

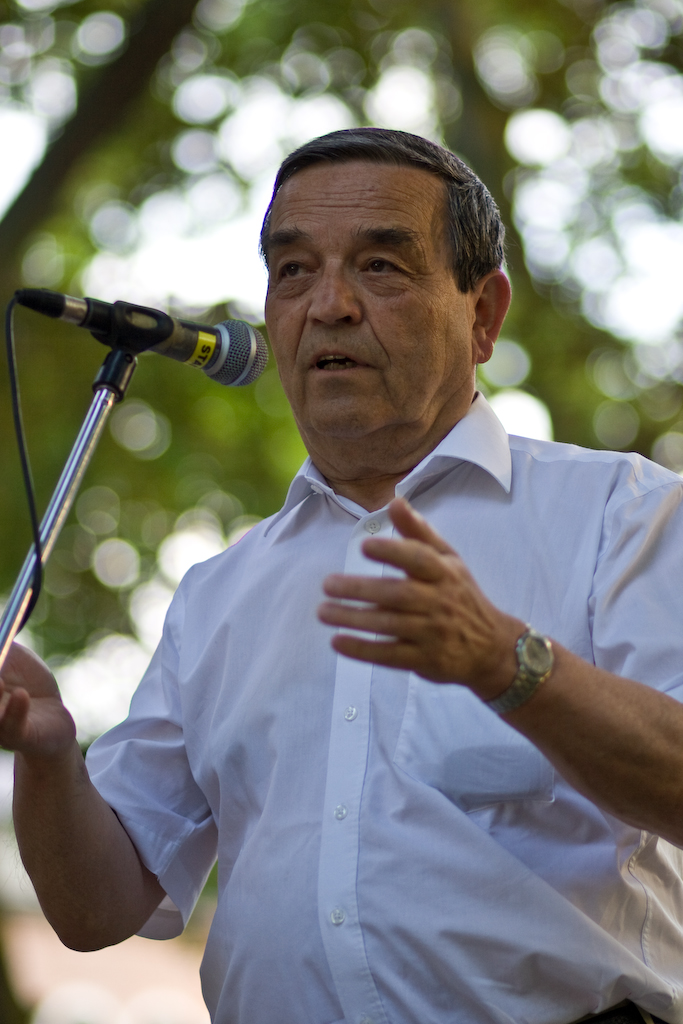
Tobback während der Eröffnungsrede zu Leuven in Scene, 2008

Louis Marie Joseph Tobback (* 3. Mai 1938 in Löwen) ist ein belgischer Politiker für die Socialistische Partij Anders (sp.a).

## Leben
1962 schloss Tobback sein Studium der Romanistik an der Vrije Universiteit Brussel mit dem Lizenziat ab und unterrichtete anschließend eine Zeit lang als Französischlehrer am Koninklijk Atheneum in Löwen. 
Seine politische Karriere begann er 1965 im Rat des Öffentlichen Sozialhilfezentrums in Löwen, wo er bis 1970 Mitglied war. 1971 wurde er in den Löwener Stadtrat gewählt und zum ersten Schöffen ernannt. Bei den Wahlen 1974 wurde er zum Abgeordneten in der belgischen Abgeordnetenkammer gewählt. In dieser Funktion war er von 1979 bis 1988 Vorsitzender der SP-Fraktion (heute sp.a). 
Ab 1988 war Tobback Innenminister in den Regierungen Martens VIII, IX und Dehaene I und legte dieses Amt 1994 nieder um den Vorsitz der Sozialistischen Partei  zu übernehmen. Als der ihm nachfolgende Innenminister Johan Vande Lanotte im April 1998 wegen des Dutroux-Skandals sein Amt niederlegte, wurde Tobback erneut zum Innenminister ernannt, musste jedoch selbst im September 1998 wieder zurücktreten, nachdem die nigerianische Asylbewerberin Semira Adamu bei ihrer Ausweisung ums Leben gekommen war, was in Belgien zu heftigen Protesten führte. 
Von 1991 bis 2003 war Tobback Senator im belgischen Senat und von September 1995 bis Dezember 2018 Bürgermeister von Löwen. Sein Sohn Bruno Tobback war ebenfalls Minister für die sp.a.